# 클로도미로 피카도 튀그트
클로도미로 피카도 튀그트(스페인어: Clodomiro Picado Twight, 1887년 4월 17일 ~ 1944년 5월 16일)는 코스타리카의 생물학자이다. 뱀독에 대한 선구적인 연구와 다양한 항사독소의 개발로 국제적인 인정을 받았다. 곰팡이에 대한 그의 연구는 페니실린의 공식적인 발견의 선구자였고 알렉산더 플레밍에 의해 페니실린이 재발견되기 최소 1년 전에 그가 환자들을 치료하기 위해 사용한 화합물을 만들었다. 그는 115개 이상의 작품을 집필했는데 주로 책과 모노그래프를 집필했다.

## 생애
클로도미로 피카도 튀그트는 1887년 4월 17일에 니카라과 산마르코스에서 코스타리카 시민인 클로도미로 피카도 라라와 카를로타 튀그트 뎅고 부부의 아들로 태어났다. 피카도와 그의 부모는 2세 시절이던 1890년에 코스타리카의 카르타고로 이주했다.
피카도는 1906년에 산루이스 곤차가 고등학교를 졸업했는데 뛰어난 성적 때문에 프랑스에서 유학할 수 있는 장학금을 받았다. 1909년에는 파리 소르본 대학교에서 동물학 학위를 받았다. 피카도는 1910년에 코스타리카로 돌아왔지만 학업을 계속하기 위해 프랑스로 떠났고 식물학에서 우수한 성적을 기록하면서 졸업장을 받게 된다. 1913년에는 소르본 대학교에서 과학 박사 학위를 받았고 같은 해에 파스퇴르 연구소와 파리 식민지 연구소에 합류했다. 1915년에는 코스타리카에서 분기별 의학 출판물인 《산호세 병원 연보》(Anales del Hospital de San José)를 출판했다.
피카도는 1944년 5월 16일에 병으로 인하여 향년 57세를 일기로 사망했다. 코스타리카 의회는 그가 사망하기 이전인 1943년 12월 21일에 법률 제34호에 따라 피카도에게 "조국의 공훈"(Benemérito de la Patria)이라는 칭호를 부여했다.

## 조사 및 결과
피카도의 과학적 연구는 풍부한 편이었고 매우 광범위했다. 그는 생전에 약 115편의 연구 논문을 집필했는데 토양, 식물상, 동물상, 인체 조직, 물 뿐만 아니라 환경의 거의 모든 측면을 파헤친 것으로 추정된다. 이 가운데에는 책과 모노그래프가 포함되어 있다. 그의 연구는 동물학, 파인애플과 식물학, 사교상, 생리학, 식물병리학, 산업 미생물학, 의학 미생물학, 면역학 등의 주제를 다루었다.
2000년 3월에는 코스타리카의 수도인 산호세에 위치한 산후안 데 디오스 병원의 의사들이 그의 원고를 출판했다. 1927년에는 페니실륨속(Penicillium)이 포도상구균과 연쇄상구균의 증식을 억제하는 작용을 증명했다. 비록 페니실린의 발견은 알렉산더 플레밍의 것으로 여겨지지만 1923년에 피카도가 집필한 오래된 실험실 기록은 페니실륨 sp(Penicillium sp)의 항생 작용에 대한 기록을 보여준다.
이러한 이유로 피카도는 페니실린 계열 항생제의 선구자 가운데 한 명으로 여겨진다. 1927년에는 프랑스 파리 생물학회가 피카도가 페니실린을 응용한 치료 결과를 담은 보고서를 발간했다.

## 영예

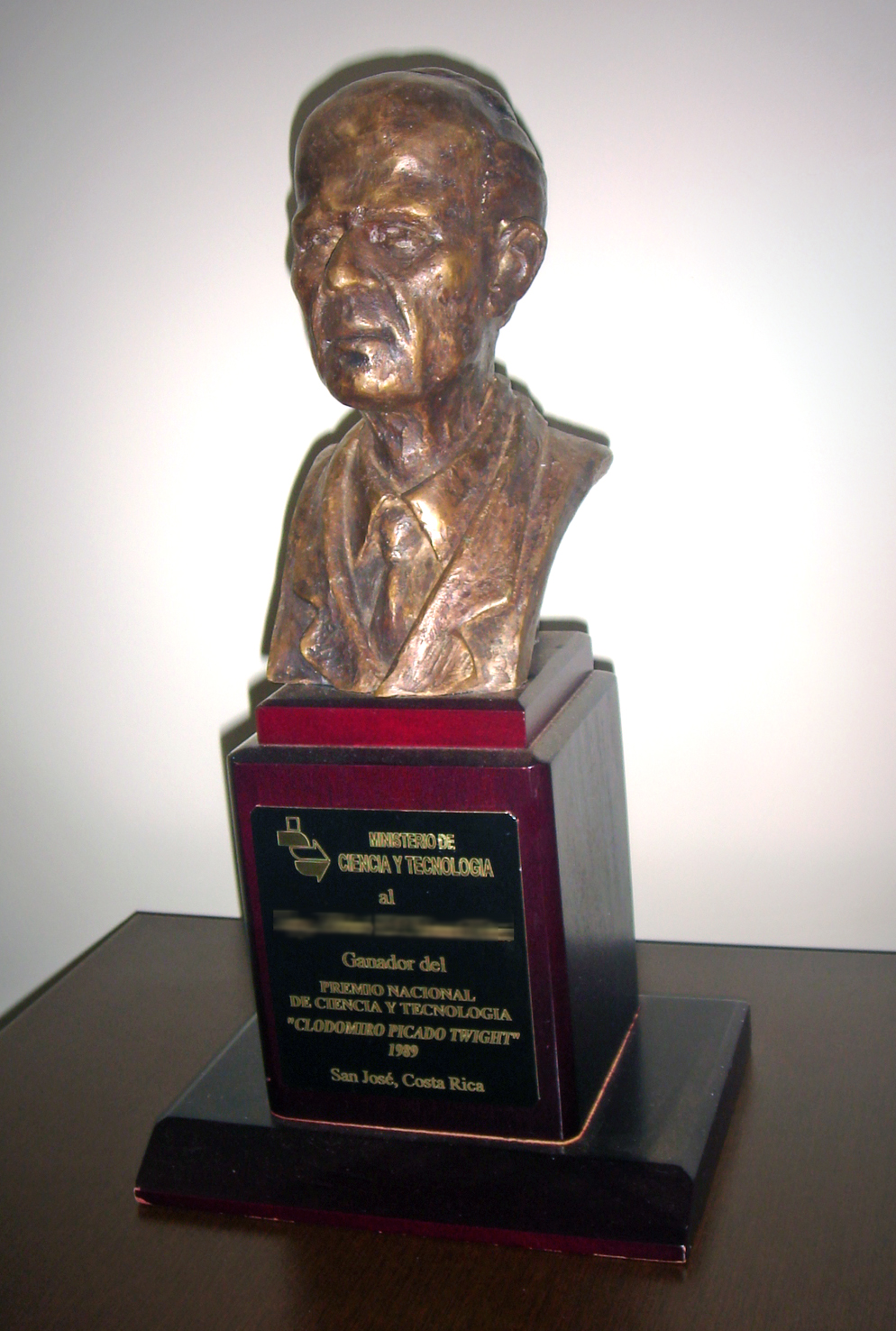
코스타리카의 클로도미로 피카도 튀그트 국가과학기술상 수상자에게 수여되는 작은 조각상

코스타리카 과학기술정보통신부는 1977년부터 피카도의 뛰어난 과학적 업적을 기리기 위하여 문화청소년체육부와 함께 매년 클로도미로 피카도 튀그트 국가과학기술상을 수여하고 있다. 이 상은 과학기술 분야에서 뛰어난 업적을 남긴 코스타리카 시민들에게 수여된다. 이 상은 2000년 6월에 개편되었는데 1년 뒤에 다음과 같이 2개 부문으로 나뉘었다.
- 클로도미로 피카도 튀그트 국가과학상
- 클로도미로 피카도 튀그트 국가기술상

2가지 상 모두 매년 수여되는데 수상자에게는 양피지, 상금, 피카도 기념 조각상을 받게 된다.
피카도는 코스타리카의 2,000콜론 지폐에 등장하기도 했다. 2000년에는 피카도의 며느리인 롤리타 곤살레스 피카도가 세계 지식 재산권 기구(WIPO)에 의해 사후 수여되는 금메달을 받았다.
코스타리카에는 피카도의 이름을 딴 여러 기관과 장소가 있다.
- 산호세주 바스케스데코로나도현에 위치한 클로도미로 피카도 연구소: 1970년에 설립된 이 연구소는 코스타리카 국립대학교 산하 연구소인데 뱀의 항진균 혈청의 생산, 뱀과 뱀독에 대한 과학적 연구, 농촌 지역과 병원의 교육 및 확장 프로그램을 담당한다.[9][10]
- 카르타고주 투리알바현에 위치한 클로도미로 피카도 튀그트 고등학교
- 산호세주 티바스현 싱코에스키나스에 위치한 클로도미로 피카도 진료소
- 클로도미로 피카도 튀그트 국립 대학교 강당

중앙아메리카에 서식하는 독사의 일종인 아트로포이데스 피카도이(Atropoides picadoi)는 그의 이름을 따서 명명되었다.